# 유럽 국가 부채 위기
유럽 국가부채위기는 유럽 국가들의 연쇄적인 국가부도 위기를 말한다.

## 관련국 규모 현황
- 독일 인구 8,100만명, 실질 1인당 GDP 35,900달러
- 영국 인구 6,200만명, 실질 1인당 GDP 35,100달러
- 프랑스 인구 6,500만명, 실질 1인당 GDP 33,300달러
- 이탈리아 인구 6,000만명, 실질 1인당 GDP 30,700달러
- 스페인 인구 4,600만명, 실질 1인당 GDP 29,500달러
- 그리스 인구 1,100만명, 실질 1인당 GDP 30,200달러
- 포르투갈 인구 1,000만명, 실질 1인당 GDP 23,000달러
- 아일랜드 인구 450만명, 실질 1인당 GDP 37,600달러

## 그리스

1999년에서 2016년 사이의 유로존 평균과 그리스 부채비율

2010년 4월 23일, 그리스 정부는 EU와 IMF에 구제금융을 요청했다. EU와 IMF가 그리스에 대해 비교적 고금리로 돈을 빌려주게 된다.(링크 깨짐)
2010년 4월 27일, 그리스 정부가 국가부도(디폴트)를 우려하고 있는 가운데, 스탠다드 앤 푸어스는 그리스의 채권등급을 BB+ (정크본드 수준)으로 하향조정했다.
유통시장에서 그리스 2년만기 채권수익률이 15.3%까지 올랐다.
스탠다드 앤 푸어스는 그리스 국가부도가 발생할 경우, 투자자들은 30–50%를 손해 볼 것이라고 예측했다. 전 세계 증권시장들과 유로존은 이러한 발표에 대해 반응하지 않았다.
5월 1일, 내핍재정 정책들이 발표되었다. 이러한 발표로 마지막까지 반대하던 독일을 설득하는데 도움이 되었다. EU와 IMF는 1,100억 유로(165조 원)를 3년만기에 연리 5% 이자로 그리스에 빌려주었다.
5월 5일, 재정지출 감소와 세금 인상에 대해, 전국적인 파업이 발생했다. 전국적으로 확산되었으며, 3명이 죽었다.
2011년 6월 13일, 그리스가 더 강력한 내핍재정 정책을 펴야만 한다는 EU-IMF 양자간의 감사 결과가 나온 이후, 스탠다드 앤 푸어스는 그리스의 채권등급을 CCC로 하향조정했다. 전 세계에서 가장 낮은 등급이다.
그리스 경제위기의 주요 원인은 공공부문의 비효율성과 뿌리 깊은 부정부패, 과다한 사회보장비 지출과 취약한 제조업 경쟁력 등이었다. 요르요스 파판드레우 그리스 총리는 "부정부패와 탈세가 그동안 공공부문이 살아온 방식"이라고 말했다. 미국 경제일간지 월스트리트저널(WSJ)은 그리스의 부정부패가 어떻게 경제위기의 원인이 됐는지를 사례를 들어 소개했다.

## 이탈리아
2011년 이탈리아의 디폴트 위기가 다시 고조되었다. 1위 독일 2위 프랑스에 이어 유로존 3위의 경제대국인 이탈리아는, 유럽연합이 그리스 디폴트 위기를 제대로 해소하지 못하자, 그 연쇄효과로 피해를 입게 되었다.
노무라 증권의 젠스 노르드빅 외환 투자전략가는 "이탈리아는 구제금융을 하기에는 너무 크다"고 말했다. 그리스는 인구 1,000만명에 실질 1인당 GDP 30,000불인 반면에, 이탈리아는 인구 6,000만명에 실질 1인당 GDP 30,000불로서, 약 6배 경제규모가 크다. 이탈리아는 부채(1조 5,980억유로)가 유로존 재정안정기금(4,400억유로)의 3배나 되기 때문에, 대처가 더 쉽지 않다.
이탈리아 중앙은행에 따르면 2011년 4월 말 현재 이탈리아의 공적부채(우체국예금 포함)는 1조 8,900억 유로(미화 2조 6,497억 달러, 한화 2600조 원)나 된다. 인구 6,000만명에 실질 1인당 GDP 30,000불인 이탈리아의 공적부채가 2,600조원인데 반해, 인구 5,000만명에 실질 1인당 GDP 30,000불인 대한민국의 공적부채는 835조원이다.

## 프랑스
영국 경제전문지 파이낸셜타임스는 그리스 경제위기가 이탈리아 스페인으로 번지고 있는데, 그 다음은 프랑스가 될 수 있다고 보도했다. 프랑스 은행들이 보유하고 있는 이탈리아 채권은 총 3,890억 유로로 독일의 1,620억 유로의 2.4배에 달한다. 씨티그룹의 마크 스코필드 글로벌 금리전략 부문 대표도 "투자자들은 프랑스의 위험자산을 팔기 시작했고 아무도 진입하려하지 않는다"라고 말했다.
전 세계 24개국 은행들이 모두 8,673억달러(6,260억유로가량)의 이탈리아 채권을 나눠갖고 있으며 프랑스 소유분이 근 절반에 달하는 3,926억달러를 보유하고 있다.

## 같이 보기
- 국가부도
- 피그스